# Alerte aux Blancs
Pour plus de détails, voir Fiche technique et Distribution.
Alerte aux Blancs (Senza cielo) est un film d'aventures italien réalisé par Alfredo Guarini et sorti en 1940.
Le film est une superproduction italienne présentée avec un certain triomphalisme comme « la première expérience italienne de reconstruction d'une nature sauvage et libre » où la jungle du Mato Grosso a été recréée dans le studio 5 de Cinecittà à Rome. D'abord prévu comme une coproduction franco-italienne via l'intermédiaire de Charles Spaak, le film devient finalement uniquement italien à cause du début du hostilités franco-italiennes durant la Seconde Guerre mondiale.
Interdit dans l'Allemagne nazie, le film sort le 24 novembre 1940 en italie et jouit d'un succès considérable. Il est présenté en septembre 1941 dans le Paris occupé puis le 5 août 1942 ailleurs en France.

## Synopsis
Un groupe d'explorateurs italiens s'enfonce dans les forêts du Mato Grosso à la recherche d'une ancienne expédition disparue. Après une marche tragique dans la forêt qui cause la mort de nombreux membres, les trois survivants sont capturés par une tribu indigène et emmenés dans un village inconnu, dont le chef est un médecin blanc, recherché pour meurtre.
Il avait enlevé et forcé une jeune fille blanche, considérée comme une divinité par les indigènes, à rester avec lui. Pour ne pas être découvert, le médecin tente d'éliminer également ces explorateurs, mais la jeune fille, qui est tombée amoureuse du chef de l'expédition, les sauve, révélant que les précédentes expéditions disparues ont également été éliminées de cette manière. Mais cette fois-ci, le meurtrier, les explorateurs et la jeune fille en fuite, périssent dans les sables mouvants et les explorateurs peuvent retrouver leur liberté.

## Fiche technique
- Titre français : Alerte aux Blancs ou La Déesse blanche ou Le Mystère du Mato Grosso[1]
- Titre original italien : Senza cielo[2]
- Réalisation : Alfredo Guarini
- Scénario : Mino Doletti (it), Piero Tellini, Cesare Zavattini, Ercole Patti, Vincenzo Talarico, Ugo Betti, Alfredo Guarini, Sandro De Feo
- Photographie : Václav Vích
- Montage : Gabriele Varriale
- Musique : Alessandro Cicognini
- Décors : Boris Bilinsky
- Société de production : Artisti Associati, Continentalcine
- Pays de production :  Royaume d'Italie
- Langue originale : italien
- Format : Noir et blanc - 1,37:1 - Son mono - 35 mm
- Genre : film d'aventures
- Durée : 88 minutes
- Dates de sortie : 
  - Royaume d'Italie : 24 novembre 1940
  - France : septembre 1941 (Paris occupé) ; 5 août 1942 (ailleurs en France[1])
- Affiche : Duccio Marvasi (France)

## Distribution

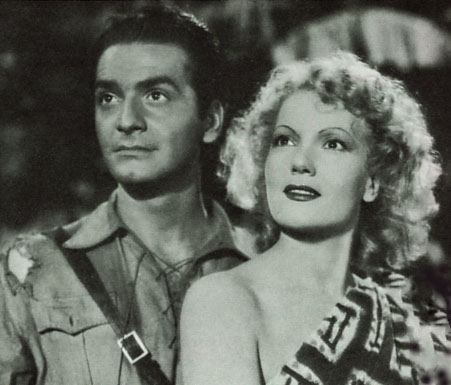
Andrea Checchi et Isa Miranda dans une scène du film.

- Isa Miranda : la reine
- Fosco Giachetti : Mario
- Gustav Diessl : Dr Martin
- Andrea Checchi Piero
- Carlo Romano : Roberto
- Primo Carnera : Padovan
- Amedeo Trilli : Xago
- Saro Urzì : Porteur
- Umberto Spadaro :
- Danilo Calamai : Pablo
- Luigi Garrone (it) : aubergiste
- Angelo Bassanelli :

## Production

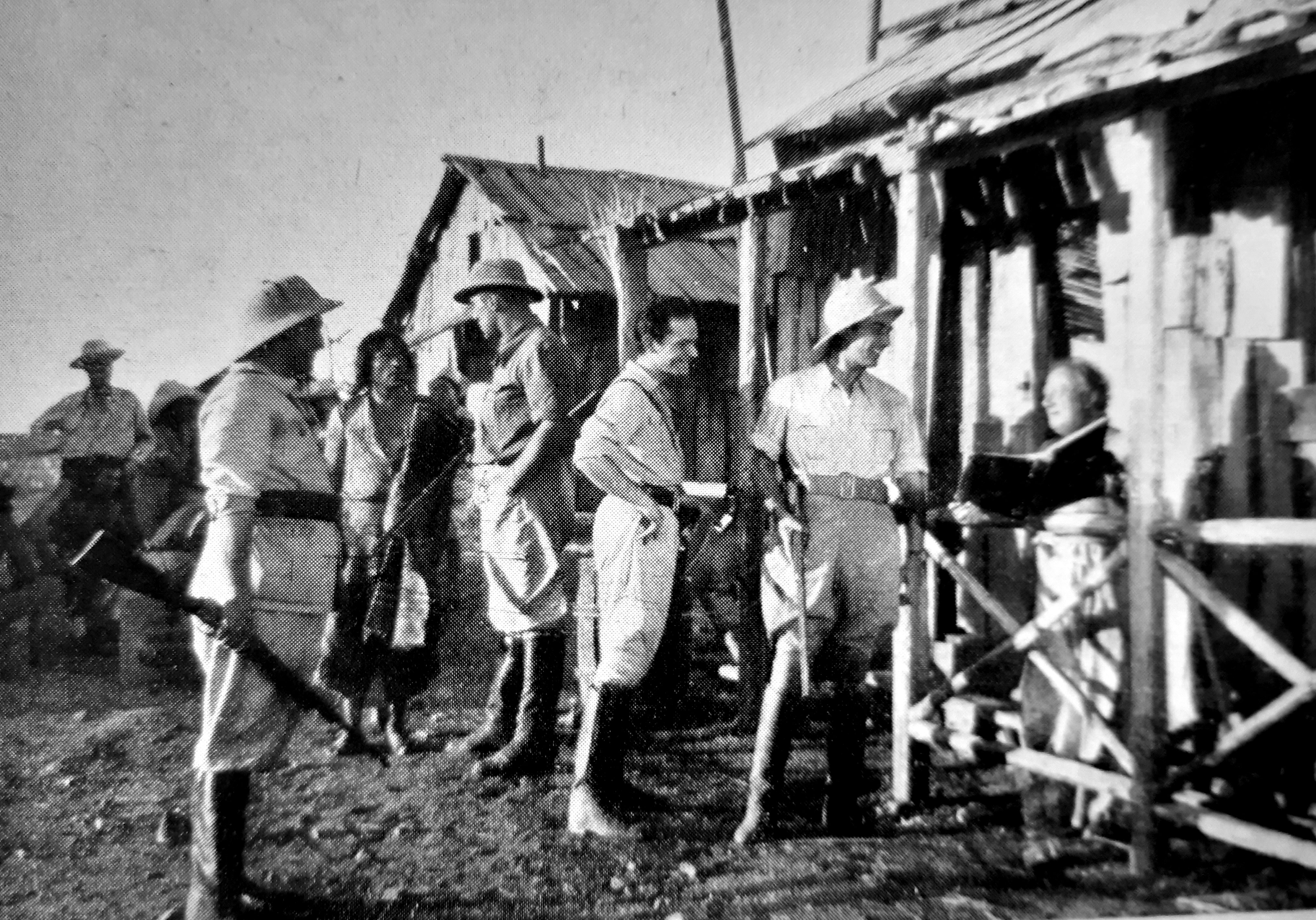
Reconstitution d'un village indigène à Cinecittà. Parmi les admirateurs de décors d'Alerte aux Blancs figure le futur réalisateur Luigi Comencini.

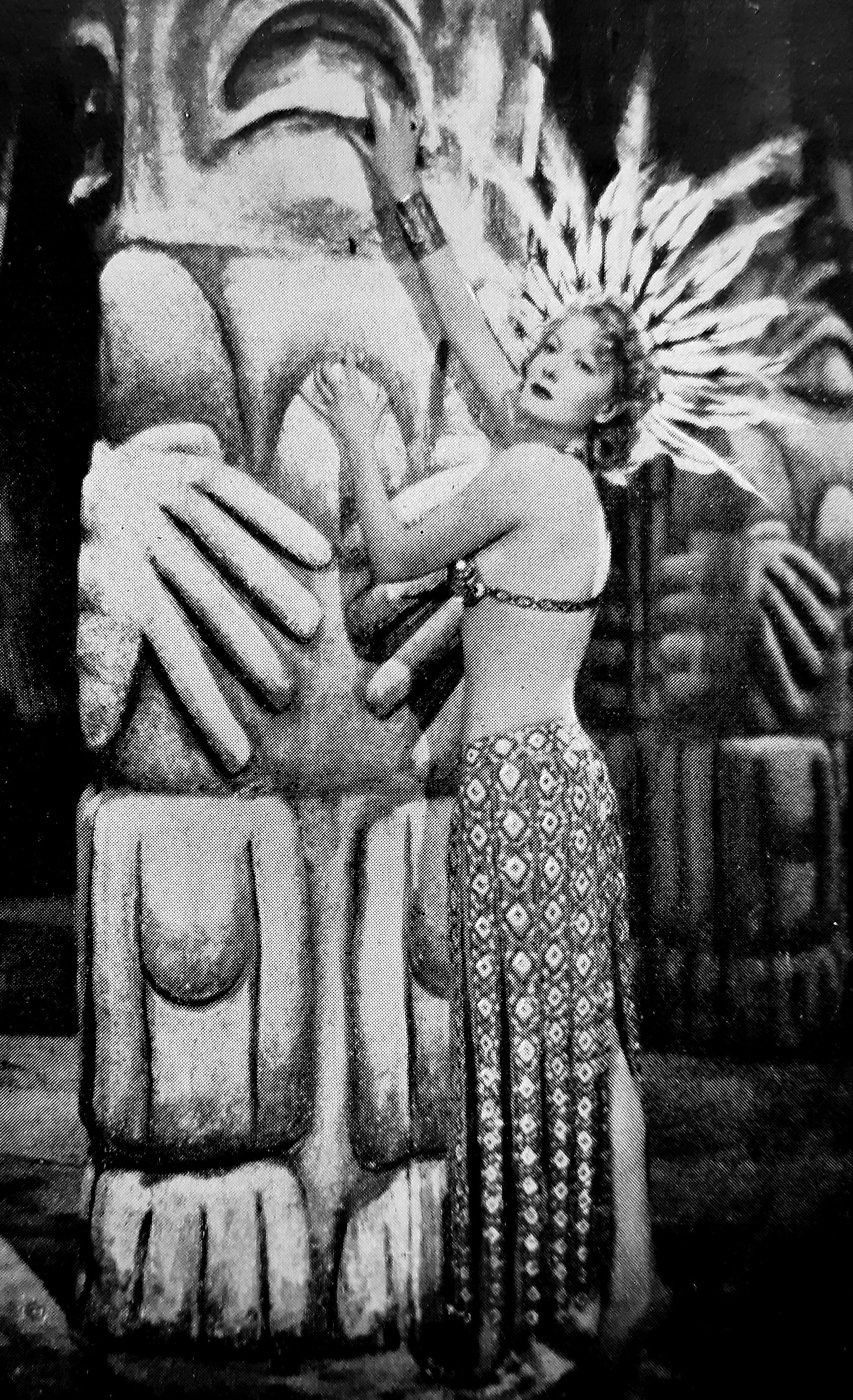
Isa Miranda, telle qu'elle apparaît dans Alerte aux Blancs.

Alerte aux Blancs, longtemps présenté sous le titre de La Déesse blanche (La dea bianca en titre original), est le premier film interprété par Isa Miranda après un séjour hollywoodien peu heureux, qui, selon les chroniques de l'époque, lui a permis de « réaliser son grand rêve de retourner travailler dans sa patrie ».
En réalité, il s'agit d'un retour pour l'actrice pour des raisons familiales, très controversé, puisque le Régime fasciste, à la suite de certaines déclarations qu'elle avait faites sur l'invasion allemande de la Pologne, considérées comme non alignées, émet une circulaire ministérielle ordonnant de ne pas parler de l'actrice, ce qui amène les producteurs à refuser de l'engager. En outre, son passeport est révoqué, ce qui l'empêche de retourner à Hollywood, et tous les projets auxquels elle participe, y compris un film sur Eleonora Duse, sont bloqués pendant un certain temps.
Il y a eu une première tentative de coproduction avec la France, pour laquelle le scénariste Charles Spaak a également été contacté, qui a échoué en raison du début du conflit avec la France. Le film est alors produit uniquement en Italie et reste le seul réalisé en 1940 par la Società anonima Compagnia Continentale cinematografica (plus connue sous le nom de Continentalcine), fondée l'année précédente et en activité jusqu'en 1951.
Une autre société de production est l'Artisti Associati, appartenant à Alberto Genesi, qui avait repris la branche italienne de United Artists après le monopole d'État sur l'importation de films étrangers, à ne pas confondre avec les Autori Associati créés sur l'impulsion de Cesare Zavattini, qui ont également collaboré à la réalisation d'Alerte aux Blancs ; un désaccord est survenu entre Doletti, auteur du traitement qui aspirait également à écrire le scénario, et Zavattini lui-même qui s'est vu confier cette tâche, de même qu'Alberto Moravia, bien que sa collaboration ne puisse être mentionnée en raison des lois raciales fascistes.
Le tournage a commencé le 1er juillet 1940 et s'est terminé à la fin du mois d'août. Tout le tournage a lieu au studio 5 de Cinecittà, où un décor de type tropical est construit, à l'exception de quelques plans de type documentaire, mais sans la présence d'acteurs, tournés au Brésil par le cadreur John Daes.
Il est présenté avec un certain triomphalisme comme « la première expérience italienne de reconstruction d'une nature sauvage et libre » et, s'appuyant sur l'expérience récente de Guarini et Miranda, ils évoquent des exemples de films américains bien connus « appartenant au genre fantastique, farfelus et sauvages comme L'Enfer vert, Trader Horn et la série des Tarzan », allant même jusqu'à faire des comparaisons avec les films de Cecil B. DeMille, tandis que le futur réalisateur Luigi Comencini décrit avec admiration la jungle créée à Cinecittà comme « vaporeuse et terrible, d'une beauté comparable à n'importe quelle reconstitution américaine ».

## Exploitation
Comme pour toutes les productions italiennes des années 1930 et du début des années 1940, il n'existe pas de données officielles définitives sur les résultats commerciaux d'Alerte aux Blancs. Cependant, sur la base des primes à la production prévues par les lois de subventions de l'industrie cinématographique de l'époque, on a déduit qu'Alerte aux Blancs, avec des recettes pour le seul 4e trimestre 1940 de 1 334 897 lires de l'époque, a connu un succès considérable auprès du public. Le film est interdit en Allemagne parce que le personnage de l'antagoniste, interprété par Gustav Diessl, oppresseur dans la fiction d'indigènes sympathiques, est allemand. Il connaît au contraire le succès auprès du public français lorsqu'en septembre 1941, Alerte aux Blancs est présenté dans le Paris occupé avant de sortir le 5 août 1942 ailleurs en France.

### Accueil critique

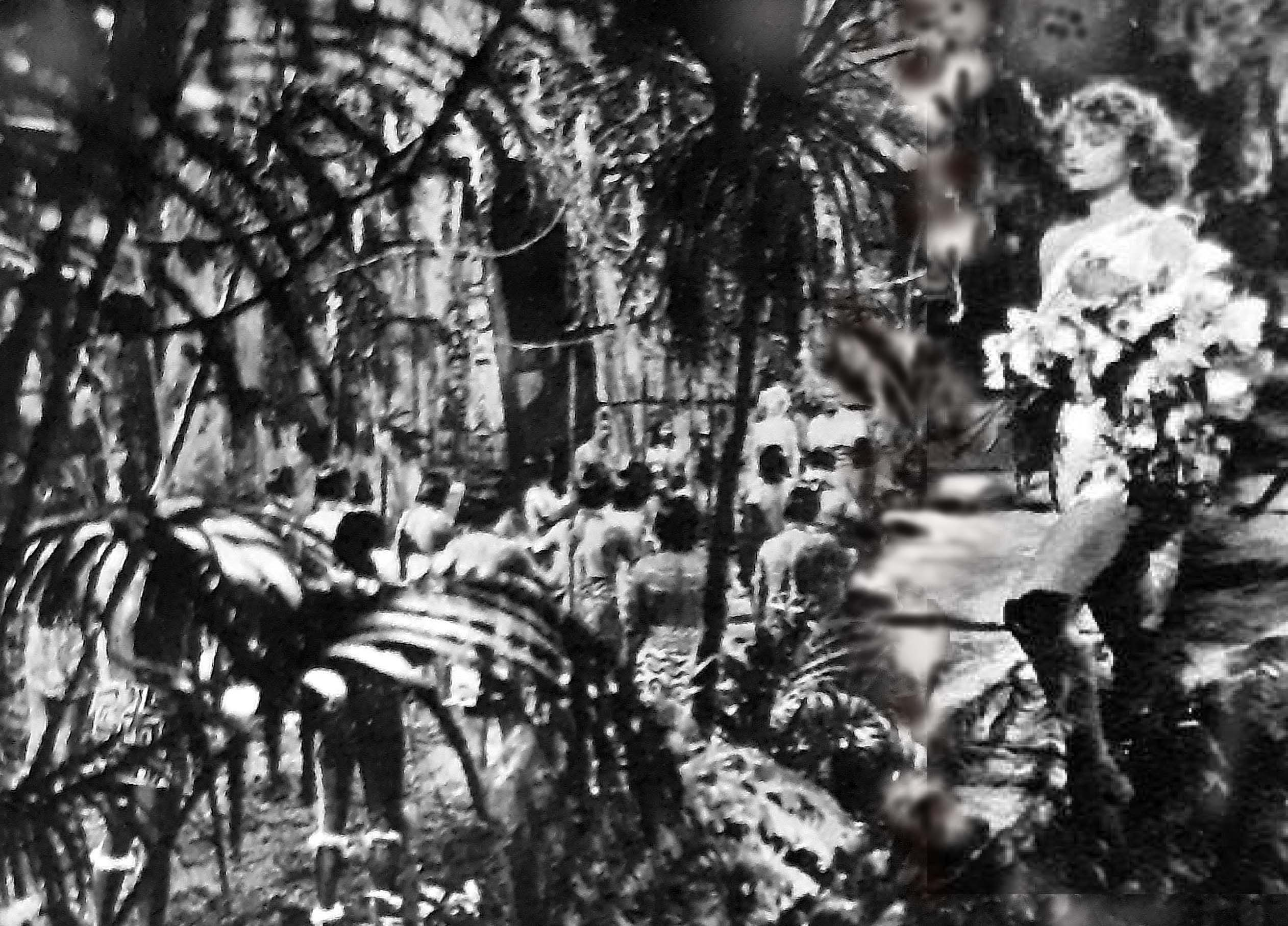
Septembre 1940 : Isa Miranda dans la jungle reconstituée des studios de Cinecittà, qui a fait l'objet de nombreux éloges de la part des commentateurs.

Les critiques de l'époque accueillent favorablement Alerte aux Blancs, mais certains émettent des réserves en raison du rôle de Miranda, qu'ils considèrent inadapté aux qualités de l'actrice : « c'est un film bien fait dans son genre, mais trouver Isa Miranda dans le rôle ridicule d'une Tarzan féminine ou d'une Antinea sauvage est très pénible : il n'était pas nécessaire de la dévêtir autant, puisqu'elle est plus un visage qu'un corps ». Ils ont également critiqué « les contorsions caricaturalement sensuelles de la protagoniste, dont la nudité ne convainc pas et encore moins sa volonté de paraître fatale à tout prix ».
D'autre part, la scénographie avec les environnements tropicaux, tous reconstruits avec une technique particulière définie comme les « trois scénarios », a reçu beaucoup d'approbation dans le studio, puisque « le film, situé dans le Mato Grosso, donne l'occasion de montrer le soin et l'habileté du décorateur Bilinsky et des décorateurs et machinistes de Cinecittà, avec lesquels ils se sont consacrés à la reconstruction de la jungle » ; il a été reconnu qu'« ils ont su créer une forêt du Mato Grosso à faire pâlir d'envie les décorateurs les plus habiles [dans laquelle] Isa Miranda domine avec élégance sa nudité toujours admirable, mais pas toujours indispensable ». Ainsi, « si les thèmes d'Alerte aux Blancs apparaissent plutôt confus et contradictoires, il ne reste de clair que le désir de créer autour de la féminité dominante de la protagoniste une atmosphère et un cauchemar tropical qui témoignent des compétences et des progrès acquis en quelques années par nos cinéastes ».